# Galien (Michigan)
Galien – wieś w Stanach Zjednoczonych, w stanie Michigan, w hrabstwie Berrien.